# Liebesweg (Wanderweg)

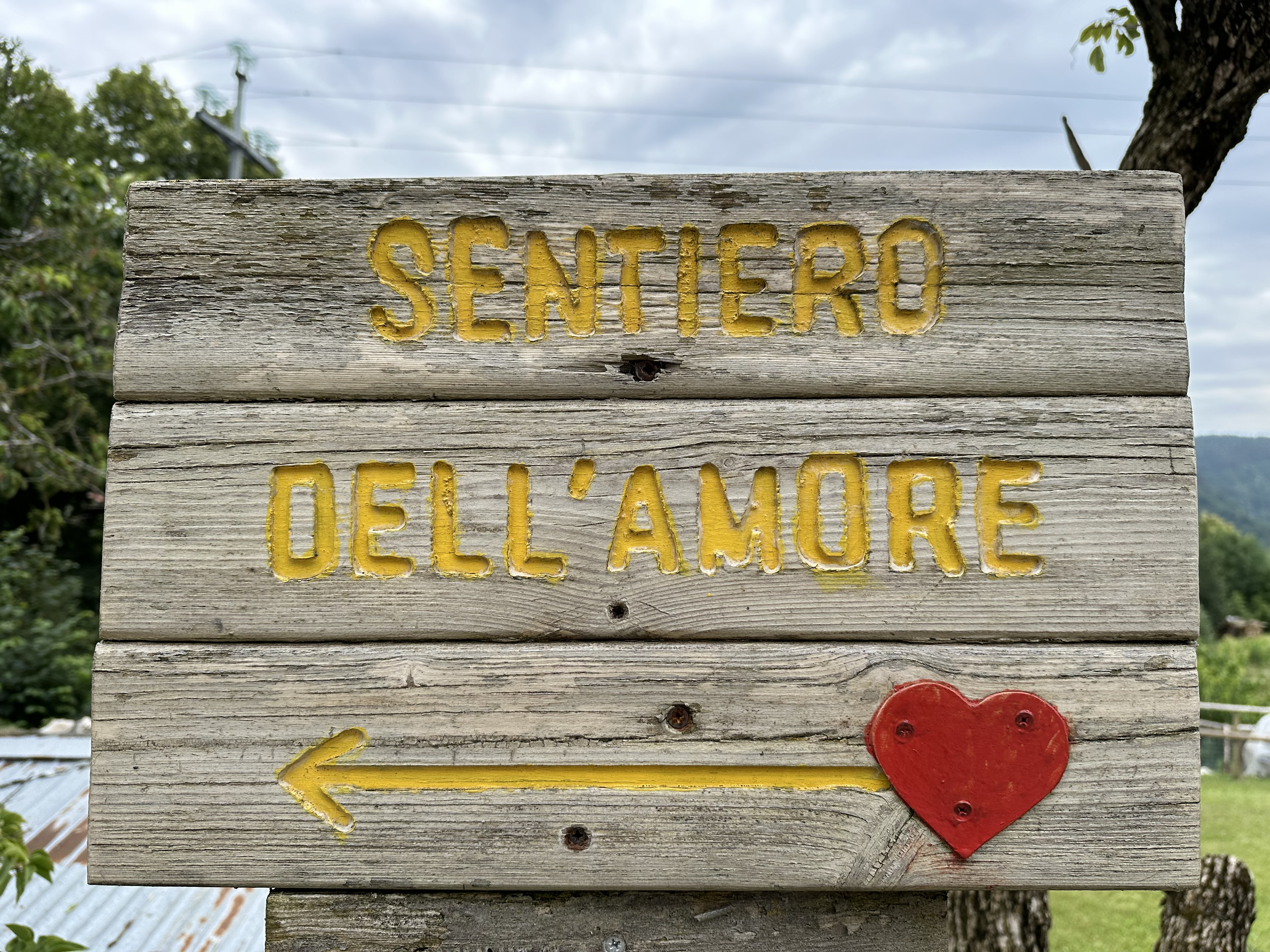
Hinweisschild „Sentiero dell’Amore“

Liebesweg ist ein Begriff, der verschiedene romantische Wanderwege und Pfade in Europa bezeichnet. Viele dieser Wege zeichnen sich durch besondere landschaftliche Schönheit aus und sind beliebte Touristenziele. Sie haben manchmal historische Hintergründe, die mit Liebesgeschichten oder kulturellen Traditionen verknüpft sind.

## Bekannte Liebeswege (Auswahl)

### Liebesweg Bad Elster-Aš

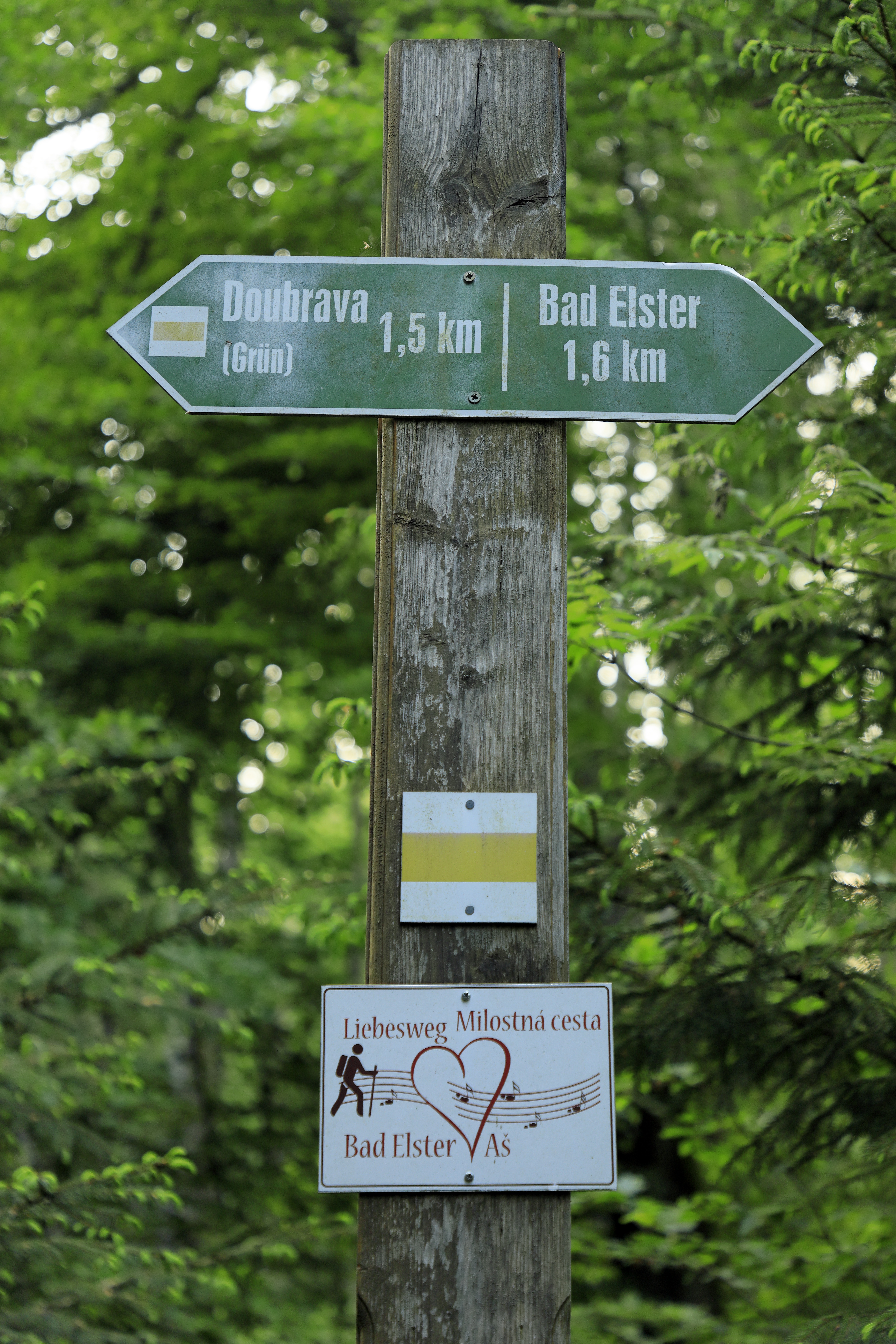
Wegweiser am Liebesweg in Sachsen

Ein bekannter Liebesweg befindet sich zwischen Bad Elster in Sachsen und Aš in der Tschechischen Republik. Der grenzüberschreitende Weg erstreckt sich über 12 Kilometer und erinnert an die Reise von Robert Schumann zu seiner Verlobten Ernestine von Fricken im Jahr 1834. Er führt durch städtische Parks in Bad Elster sowie durch abwechslungsreiche Naturlandschaften mit Wäldern, Wiesen und Tälern zu einem kleinen Stausee der Weißen Elster (Bílý Halštrov). Zu den Höhepunkten des Weges zählen der Bismarckturm, ein Aussichtsturm auf dem Hainberg, und der Sady-Míru-Park im westböhmischen Städtchen Aš.

### Poppenhausener Liebesweg
In der Rhön liegt der Poppenhausener Liebesweg, ein 2,5 Kilometer langen Rundwanderweg, der das Thema Liebe und Zweisamkeit aufgreift. Der Weg bietet Panoramablicke auf den Ortskern von Poppenhausen sowie auf die Berge Wasserkuppe und Pferdskopf. Zu den Attraktionen gehören ein Herzbogen, eine mehrsprachige „Ich liebe dich“-Tafel und ein Hochzeitspavillon für standesamtliche Trauungen. Entlang des Weges finden sich Rastplätze, Informationstafeln zu Hochzeitstagen und Liebeszitaten sowie interaktive Elemente wie das „Liebesgeflüster“ mit Parabolspiegeln.

### Liebesbankweg im Harz

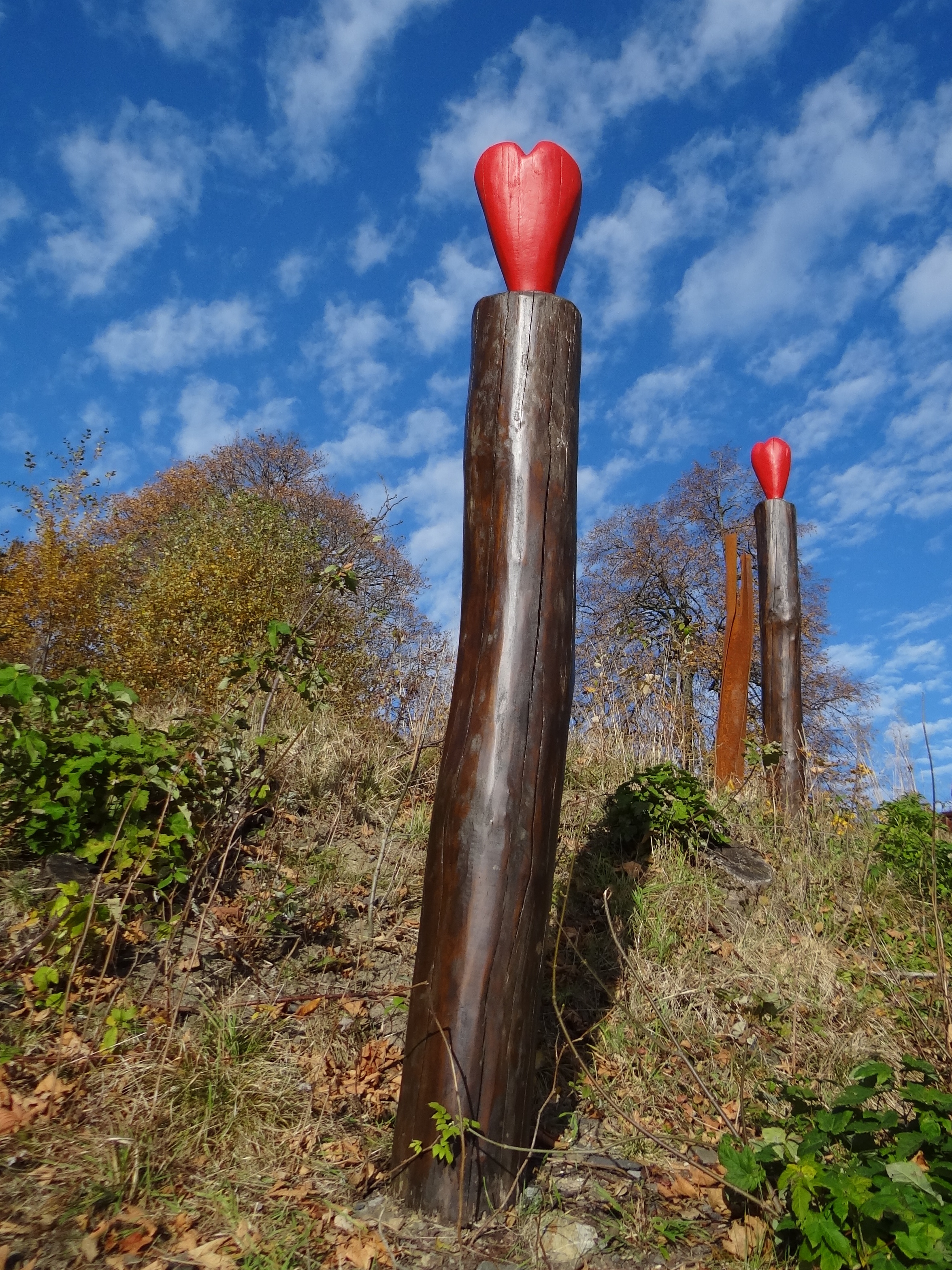
Kunst am Liebesbankweg im Harz

Im Harz gibt es den Liebesbankweg, einen etwa 7 Kilometer langen Rundwanderweg am Bocksberg bei Hahnenklee-Bockswiese. Der Weg ist mit insgesamt 25 Attraktionen ausgestattet, darunter die historische, namensgebende „Liebesbank“ und weitere moderne, unterschiedlich gestaltete Bänke wie die sogenannte Hochzeitsbank. Kunstwerke und Tafeln mit Erläuterungen zu den Hochzeitstagen und mit romantischen Gedichten begleiten den Weg. Er folgt streckenweise weitgehend einem Lehrpfad zum Oberharzer Wasserregal und führt an einigen Teichen vorbei zurück zum Startpunkt bei der Gustav-Adolf-Stabkirche.

### Weg der Liebe in Kärnten (Österreich)
Der Weg der Liebe – Sentiero dell’Amore in Kärnten ist ein 6,4 Kilometer langer Wanderweg mit weitreichenden Ausblicken auf den Millstätter See und den Biosphärenpark Nockberge. Er ist speziell für Paare konzipiert und bietet sieben Stationen, die dazu einladen, über die Liebe nachzudenken und eigene Gedanken niederzuschreiben. Die Wanderung beginnt bei der hoch gelegenen Alexanderhütte an der „Wall of Love“ und führt über die Millstätter Alpe durch die Almlandschaften bis zum Granattor, einem beeindruckenden Tor aus rubinroten Granatsteinen.

### Liebespfad in Crikvenica (Kroatien)
Der Liebespfad (kroatisch: Ljubavna cestica) ist ein etwa 8 Kilometer langer romantischer Wanderweg in Crikvenica, Kroatien. Er wurde Anfang der 1930er Jahre angelegt und führt durch mediterrane Wälder sowie vorbei an Aussichtspunkten wie dem Felsen „Kavranova Stena“ mit Blick auf die Kvarner-Bucht. Zu den kulturellen Highlights entlang des Weges zählen die Ruinen der frühbyzantinischen Burg Badanj. Der Pfad ist sowohl bei Paaren als auch bei Naturliebhabern beliebt und bietet interaktive Elemente wie eine „Kissing-Map“ mit empfohlenen Fotostandorten.

### Via dell'Amore in den Cinque Terre (Italien)

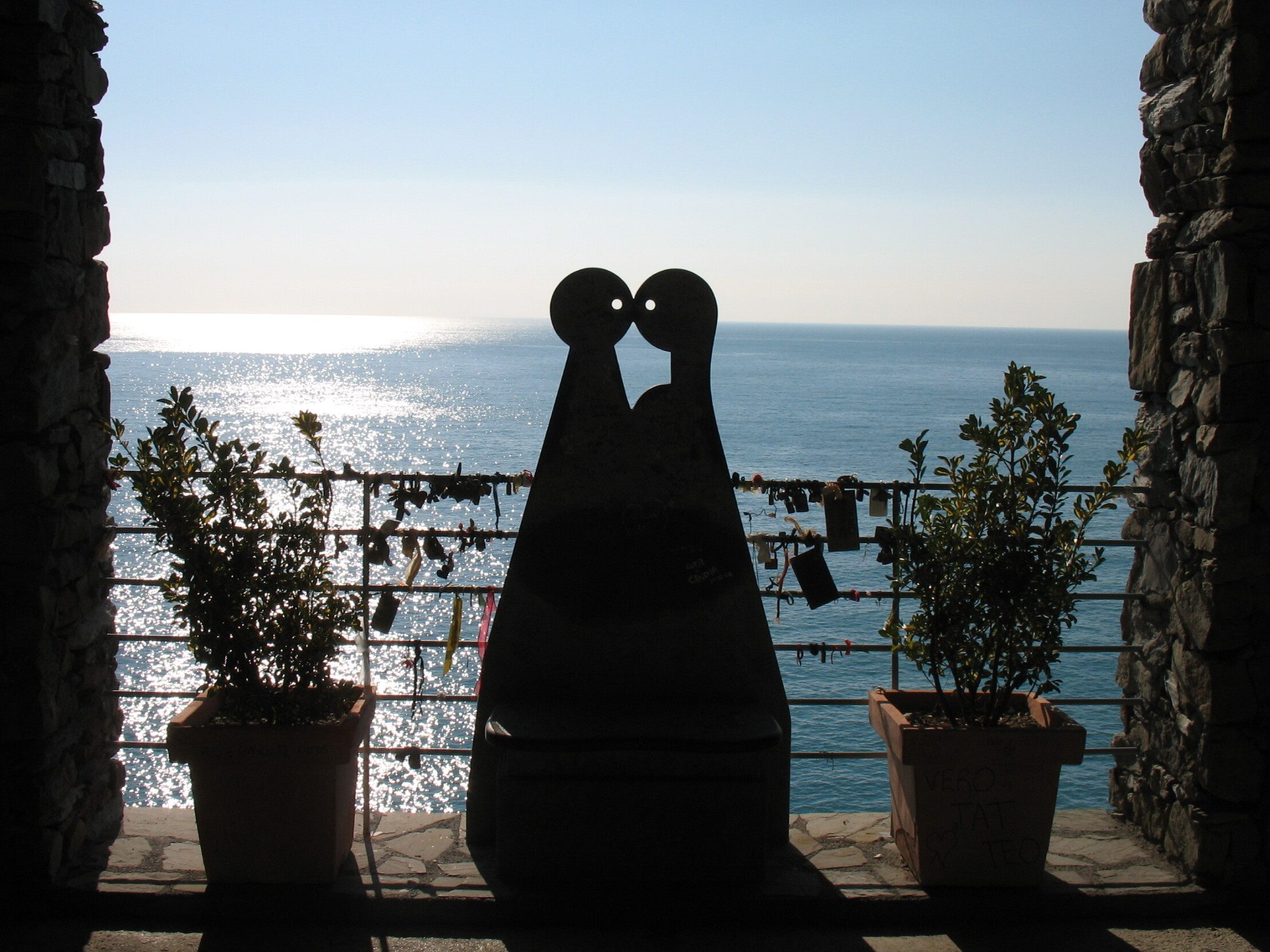
An der Via dell’Amore bei Manarola

Weit über die Grenzen Italiens hinaus berühmt ist die Via dell’Amore in den Cinque Terre, einer malerischen Küstenregion in Ligurien. Dieser etwa einen Kilometer lange, hoch über dem Meer in den Fels geschlagene Fußweg verbindet die Fischerdörfer Riomaggiore und Manarola. Er entstand in den 1920er Jahren während des Baus eines Eisenbahntunnels und entwickelte sich schnell zu einem Treffpunkt der heimlich Verliebten beider Orte. Nach einer zwölfjährigen Schließung wegen eines Erdrutsches im Jahr 2012 wurde der Weg im August 2024 wieder geöffnet. Besucher müssen nun vorab eine Eintrittskarte erwerben und können den Weg nur noch in einem Einbahnstraßensystem von Riomaggiore nach Manarola begehen.